# Nocturna versate manu, versate diurna
Nocturna versate manu, versate diurna (ч. „ноктурна версате ману, версате диурна”) значи Прелиставајте ноћу, прелиставајте дању. (Хорације)

## Поријекло изрека
Изрекао, у посљедњем вијеку старе ере, Римски лирски пјесник, Хорације.

## Тумачење
Писац, познатог дјела Арс поетика (лат. Ars poetica), Хорације, упућује на проучавање грчких узора, али и као савјет за учење уопште. Треба се подсјећати датих знања и мишљења, проналазећи у њима оно што се не зна, као и проналазити могуће упуте за нове путеве.